# Mount Redifer
Mount Redifer ist ein 2050 m hoher Berg in der antarktischen Ross Dependency. Im Königin-Maud-Gebirge ragt er 5 km südlich des Mount Ellsworth auf.
Der United States Geological Survey kartierte ihn anhand eigener Vermessungen und Luftaufnahmen der United States Navy aus den Jahren von 1960 bis 1964. Das Advisory Committee on Antarctic Names benannte ihn im Jahr 1967 nach Howard D. Redifer (1922–1999), Techniker für die Elektronik meteorologischer Messgeräte auf der Amundsen-Scott-Südpolstation im Jahr 1959.